# Le génie du mal
Скульптура Le génie du mal або «Геній Зла» або «Дух Зла, відома неофіційно англійською мовою як Люцифер або Льєзький Люцифер, — релігійна скульптура, виконана з білого мармуру бельгійським скульптором Гійомом Гефсом. Франкомовні історики мистецтва найчастіше називають фігуру ange déchu («грішний ангел»).
Скульптура встановлена 1848 року у розкішно прикрашеному амвоні (фр. Chaire де vérité, «місце істини») у соборі Святого Павла, Льєж, і зображує класично красивого чоловіка у розквіті фізичних сил, що сидить прикутий і майже оголений за винятком тканини, що зібрана довкола його стегон; вся його фігура охоплена мандорлами крил кажана. Робота Гефса замінює ранішу скульптуру, створену для цього ж простору його молодшим братом Жозефом Гефсом, «L'ange du mal» («Ангел зла»), яка була вилучена з собору через її відволікаючу привабливість і «нездорову красу».
В кінці 1980-х років фотографія Le génie du mal стала фокусною точкою проекту Himmelsweg, арт-інсталяції народженого у Льєжі художника Жака Шарлье на тему спокусливого зла і небезпеки приховування пам'яті про Голокост.

## Композиція

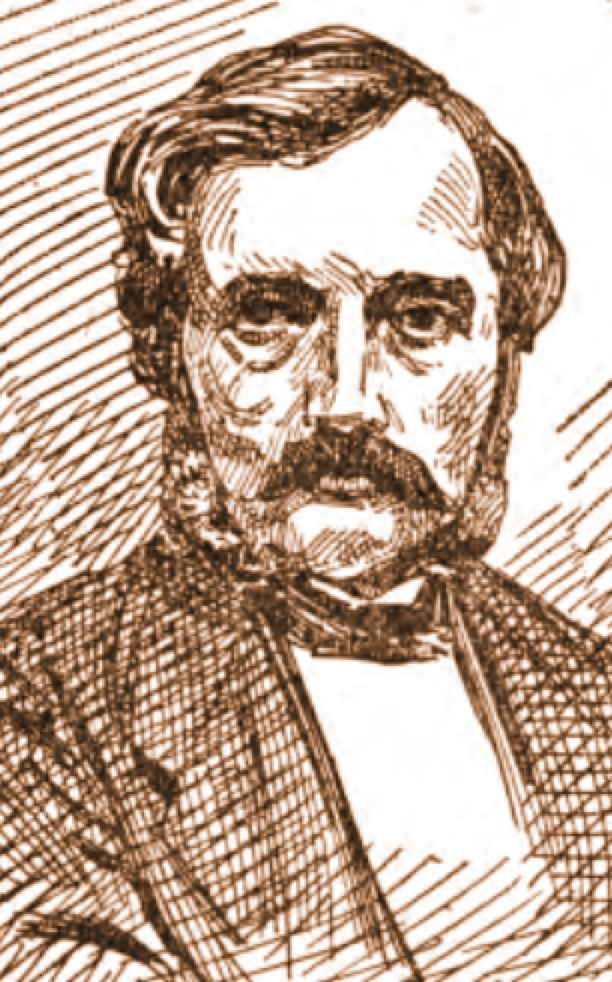
Гійом Гефс

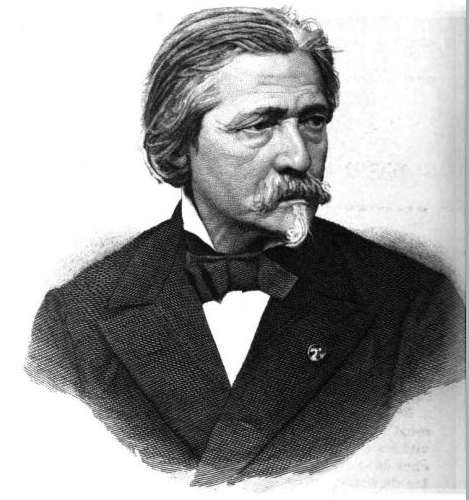
Жозеф Гефс

Скульптура Le génie du mal встановлена у відкритій ніші, сформованій основами подвійних багато прикрашених сходів, різьблених готичними квітковими мотивами . Вигнута огорожа напівспіральних сходів повторює дугу крил, які притягнуті до тіла та охоплюють його. Версії Гійома та Жозефа на перший погляд вражають подібністю і ймовірно надихались одним і тим же натурщиком. В обох статуях грішний ангел сидить на скелі, захищеній своїми складеними крилами; верх його торса, руки і ноги оголені, його волосся має довжину до потилиці. Перетинчасті крила з венами схожі з крилами кажанів, з відокремленим пальчиковим пазуром; кістлявий жилистий олекранон поєднує анатомію кажана і людини, щоб створити ілюзію реалізму. Зламаний скіпетр і знята корона тримаються на правому стегні. Скульптури з білого мармуру мають приблизно однакові розміри, обмежені простором ніші; розміри скульптури Гійома становлять 165х77х65 см, а скульптури Жозефа — трохи більше (168,5х86х65,5 см).
У 1837 році Гійома Гефса призначили відповідальним за розробку багато прикрашеної кафедри (амвона) для собору св. Павла, тема якої була «Тріумф релігії над генієм зла». Гефс став відомим, створюючи монументальні та публічні скульптури на честь політичних діячів, висловлюючи та використовуючи націоналістичний дух, який слідував за незалежністю Бельгії у 1830 році. В його роботах поєднувались методи реалізму з неокласичною дисципліною стримання будь-якої тенденції до романтичного героїзму, але романтизм мав більш сильно висловитися в проекті скульптури Люцифера.
З самого початку, скульптура була невід'ємною частиною дизайну кафедри Гефса, де були зображені святі Петро, Павло, перший єпископ Льєжа святий Губерт, і святий Ламберт Маастрихтський. Малюнок амвона бельгійського ілюстратора Медара Тітгата, опублікований 1900 р., показує його попереду; Le génie du mal мав розташовуватися біля підніжжя сходів на протилежній стороні, але книга, в якій зображена ілюстрація, опускає згадку про скульптуру.

## Версії

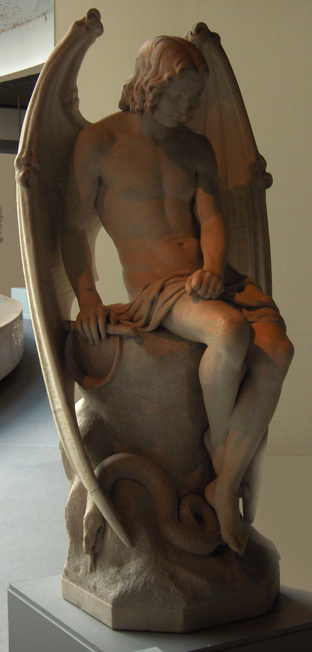
L'ange du mal (1842) Жозефа Гефса

### Скульптура Жозефа Гефса
Замовлення спочатку було присуджене молодшому брату Жозефу, який завершив «L'ange du mal» 1842 року і встановив його наступного року. Скульптура одразу породила суперечки і була піддана критиці за те, що не представляє християнський ідеал. Адміністрація собору заявила, що «цей диявол занадто піднесений». Місцева преса повідомила, що ця робота відволікає «досить грішних дівчат», які мали б слухати проповіді. Єпископ Ван Боммель незабаром наказав усунути «L'ange du mal» з ніші, а будівельний комітет передав замовлення на скульптуру кафедри Гійому Гефсу, версія якого була встановлена в соборі постійно з 1848 р.
Жозеф показав свою статую на виставці в Антверпені 1843 року, поряд з чотирма іншими роботами: скульптурною групою під назвою Сон, і окремими статуями Свята Філомена, Віддане кохання, і Сирота рибалки. Відома і як L'ange du mal («Ангел Зла»), і Le génie du mal, ця спірна статуя пізніше була прийнята до колекції Королівських музеїв образотворчих мистецтв Бельгії, де і досі зберігається
Незважаючи на або через цю суперечку, роботою Жозефа захоплювались у найвищих верствах суспільства. Карл Фредерік, великий князь Саксен-Веймар, замовив мармурову репліку ще 1842 р. Оригінал був придбаний за 3000 флоринів Віллемом II, королем Нідерландів, і був розпорошений з рештою його колекції 1850 року після його смерті. У 1854 році художник продав гіпсовий зліпок статуї, барону Бернарду Августу фон Лінденау, німецькому державному діячу, астроному і колекціонеру мистецтв, за яким названий музей Лінденау в Альтенбурзі. Успіх роботи підняв Жозефа Гефса до вершини скульпторів його часу.
L'ange du mal входить до числа шести статуй, зображених на картині П'єра Лангле, «Зал скульптур Брюссельського музею» (фр. Salle de sculpture du Musée de Bruxelles, 1882), разом зі статуєю Кохання та злоба іншого з шести братів-скульпторів Гефсів, Жана.
L'ange du mal не захоплювались одностайно навіть як твором мистецтва. Коли він з'явився на міжнародній виставці 1862 року, рецензент критикував роботу Гефса, як «ніжну і мляву», що не має «м'язів», «хворобливого диявола», чиє «жало сатани видалено.»

### Скульптура Гійома Гефса

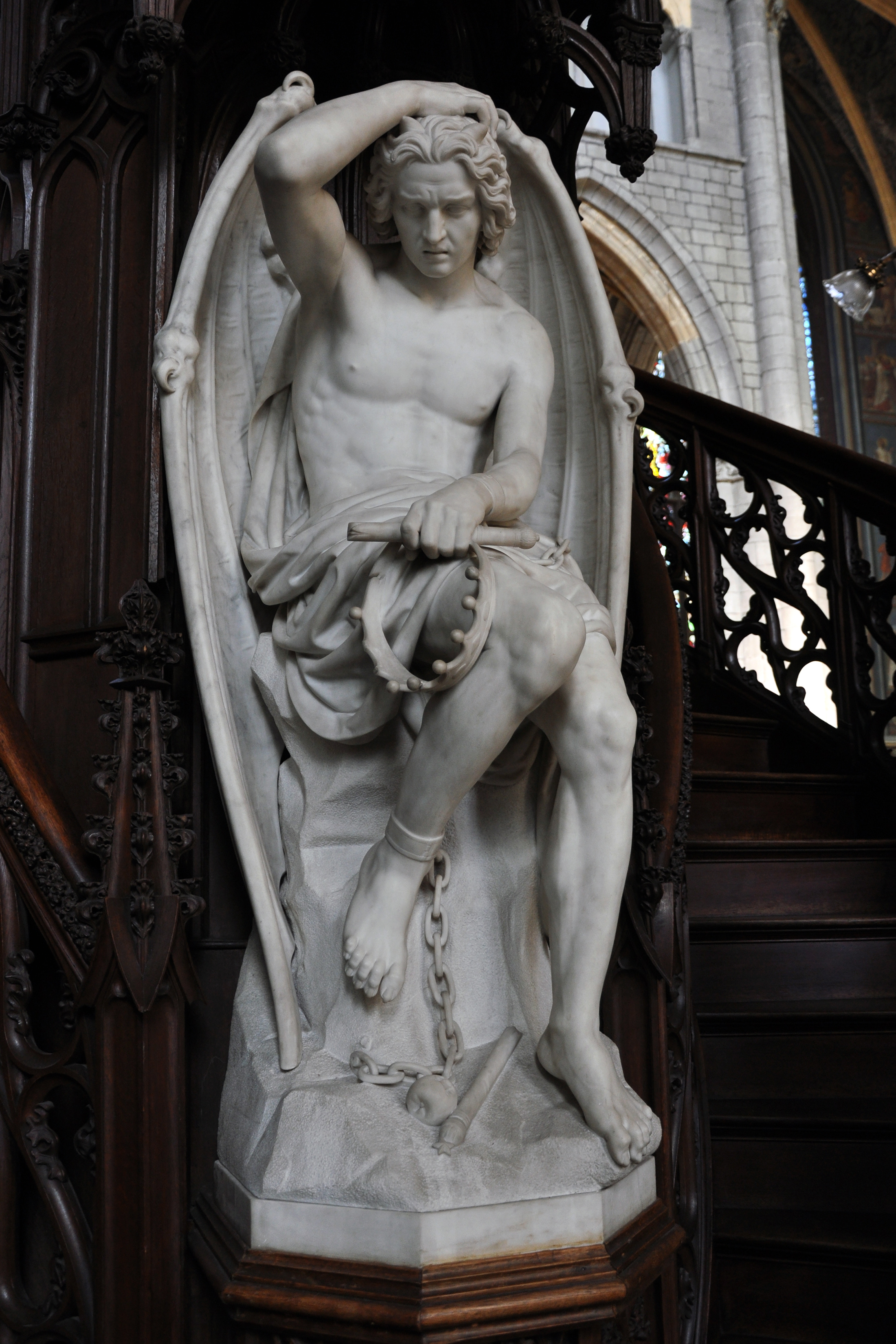
Версія Гійома Гефса в її архітектурній обстановці в соборі в Льєжі

Можна тільки припускати, що Гійом Гефс прагнув усунути конкретну критику, висунуту щодо роботи його брата Жозефа. Геній Гійома показує менше тіла, і сильніше відзначається сатанинською іконографією як не людина, і не ангел. Чи вдалося Гійому видалити «спокусливі» елементи є питанням індивідуального сприйняття.
Гійом зміщує напрямок погляду впалого ангела так, щоб він відводив погляд глядача від тіла, і коліна його Люцифера більш стиснуті. Драпірування зависає з-за правого плеча, накопичується з правого боку, і лежить на стегнах, приховуючи стегна, не зовсім покриваючи пупок. У той же час, тіло, яке залишається відкритий, рішуче змодельоване, особливо в плечах, грудях і телятах, щоб виявити більш чітку, мускулисту мужність. Піднята права рука дозволяє художнику досліджувати натягнуті малюнки напруженості передніх м'язів а жест і кут нахилу голови свідчать про те, що Геній захищається від «божественного покарання».
Гійом додав кілька деталей для розширення іконографії Люцифера і теми покарання: біля ніг ангела лежить «заборонений плід», яблуко зі знаками укусу, разом з відколотим кінцем скіпетра, зоряний кінець якого позначає Люцифера як Ранкову зірку класичної традиції. Нігті вузькі і витягнуті, як кігті.
Пара рогів може зображати подальше віддалення від людської подоби, вводячи ще одну ноту неоднозначності. Роги — це анімалістичні маркери сатанинського або демонічного, але в паралельних традиціях релігійної іконографії «роги» є точками світла. Боги античності, які втілювали небесні явища, такі як Сонце або зорі, увінчані променями, а деякі зображення Мойсея, найвідоміше — роботи Мікеланджело Буонарроті, висічені з «рогами», подібними до тих, що були у Люцифера Гефса; див. Рогатий Мойсей.

Окрім кажанових крил, впалий ангел Жозефа Гефса має повністю людську форму, що видно у художній майже оголеності. М'який шарф оперезує пах, стегна оголені, а відкриті стегна формують алею, що веде до тіні. Змієподібна крива талії і стегон дана композиційною грою по відношенню до дуг крила. Тулуб міцний, але молодий; гладкий і витончений, майже андрогінний. Вираз обличчя ангела описувався як «серйозний, похмурий, навіть жорстокий» а погляд вниз спрямовує погляд глядача вздовж тіла і стегон на розсунуті коліна. Найбільш очевидним сатанинським елементом на додаток до крил є змія, розгорнута через основу скелі. L'ange du mal був названий «однією з найбільш тривожних робіт свого часу».

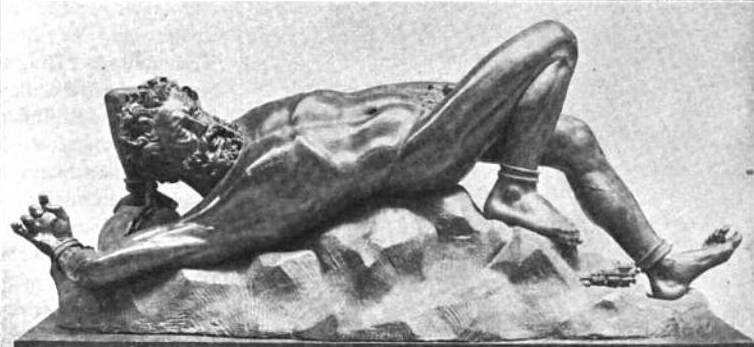
Бронзовий « Прометей» (1845) бельгійського художника Поля Буре, який колись навчався у Гійома Гефса

Але найбільш очевидним відходом від L'ange du mal є розміщення Люцифера в кайданах, де його права щиколотка і ліве зап'ястя прикуті. У переосмисленні древніх грецьких і християнських міфів 19-го століття Люцифер часто ставився як фігура на зразок Прометея, спираючись на традицію, що впалий ангел був прикутий у пеклі так само, як Титан був прикутий і замучений на скелі Зевсом: «Той же Прометей, який сприймається як аналог розп'ятого Христа, розглядається також як тип Люцифера», — писав Гарольд Блум у своїх зауваженнях про класичний твір 19-го століття «Франкенштайн» Мері Шеллі, який мав підзаголовок «Сучасний Прометей». У фольклорній типології А. Х. Краппе Люцифер відповідає типу, що включає Прометея і німецького Локі.
Додаток від Гійома Гефса з кайданами, де ланцюг заміняє насмішливого змія у версії Жозефа, зображає поразку ангела в благочестивому дотриманні християнської ідеології. В той же час титанічна боротьба замученого генія у спробі звільнитися від метафоричних ланцюгів була мотивом романтизму, який поширився у Бельгії після Революції 1830 року. Бельгійці тільки що отримали власне «визволення»; протягом наступних двох десятиліть був величезний попит на публічну скульптуру, братів Гефс та інших, яка відзначала лідерів незалежності. Можна було очікувати, що розкішна людиноподібна фігура культового повстанця, який зазнав невдачі, викличе складну або амбівалентну відповідь. Стражденне обличчя генія, позбавлене гнівної пихатості L'ange du mal, було сприйнято як висловлювання каяття і відчаю; сльоза витікає з лівого ока.

## Пов'язані твори

### Адоніс
Як свого роду «крилатого Адоніса», впалого ангела можна розглядати як розвиток з ранньої оголеної скульптури Гефса Adonis allant à la chasse avec son chien (Адоніс йде на полювання зі своєю собакою). Композиція L'ange du mal була порівняна з композицією малої бронзової скульптури Сатана Жана-Жака Фейшера (1833), причому ангел Гефса, значно «менш діаболічний». Гуманізація Люцифера за допомогою оголеного тіла характерна і для колосальної роботи італійського скульптора Константино Корті, виконаної через кілька років після версій Гефса. Корті зображує свого Люцифера як фронтально оголеного, хоча його пах і прихований вершиною скелі, на якій він сидить, і обрамленого пернатими крилами свого ангельського походження.

### Сестра ангелів
У есе 1990 року бельгійський історик мистецтв Жак Ван Леннеп обговорював, як концепція Le génie du mal перебувала під впливом довгої філософської поеми Альфреда де Віньї «Éloa, ou La sœur des anges» («Елоа, або сестра ангелів»), опублікованої 1824 р., де досліджується можливість спокути і прощення Люцифера через любов. У цій «пишній і ліричній» поемі Люцифер збирається спокусити прекрасну Елоа, ангела, що народився від сльози Христа при смерті Лазаря. Сатанинський коханець — це «буквально красивий диявол, фізично привабливий, інтелектуально гнучкий, непереборно харизматичний у мові та манері»: коротко, романтичний герой. «Оскільки ти такий прекрасний», — каже наївна Елоа, — «ти, без сумніву, хороший».
Люцифер заявляє, що «Я той, кого люблять і не знають», і каже, що плаче за безсилих і дає їм випадкові відстрочки захоплення або забуття. Незважаючи на спробу Елоа примирити його з Богом, Люцифер не може відкинути своєї руйнівної гордості. Зрештою, любов Елоа призводить до її ув'язнення в пеклі з Люцифером, і його тріумф над нею тільки приносить йому смуток.

### Himmelsweg
1986 року бельгійський художник Жак Шарльє зробив Le génie du mal фокусною точкою його інсталяції Himmelsweg («Дорога в рай»). Фотографія скульптури, обрамлена рамкою, висіла над тонким столом, який був драпірований чорною тканиною. Прозорий ящик на столі містив три книги: дослідження кармелітів на тему Сатани, науковий трактат про повітря та меморіал бельгійських євреїв, загиблих у Аушвіці. На нижній полиці столу були розташовані кайдани.
Шарльє описав своє використання Le génie du mal як «романтичний образ, який говорить нам про спокуси, зло і гріх забуття». Німецька назва інсталяції стосується нацистського евфемізму або «холодного жарту» для під'їзної рампи, що вела до газових камер: «Дорога до раю веде до пекла; Падіння дуже близько до прощення».

## Альтернативне релігійне шанування
Le génie du mal іноді з'являється в блогах, вебфорумах та інших вебсайтах, присвячених альтернативним релігійним практикам, таким як сатанізм і люциферіанство. У 21-му столітті автор путівника зазначив, що скульптура
...настільки успішна, що сатаністи регулярно приходять до неї, щоб зайнятись медитацією біля її підніжжя: достатньо для отримання прокляття; розглядається екскомунікація скульптури.

## Галерея

Деталі скульптури
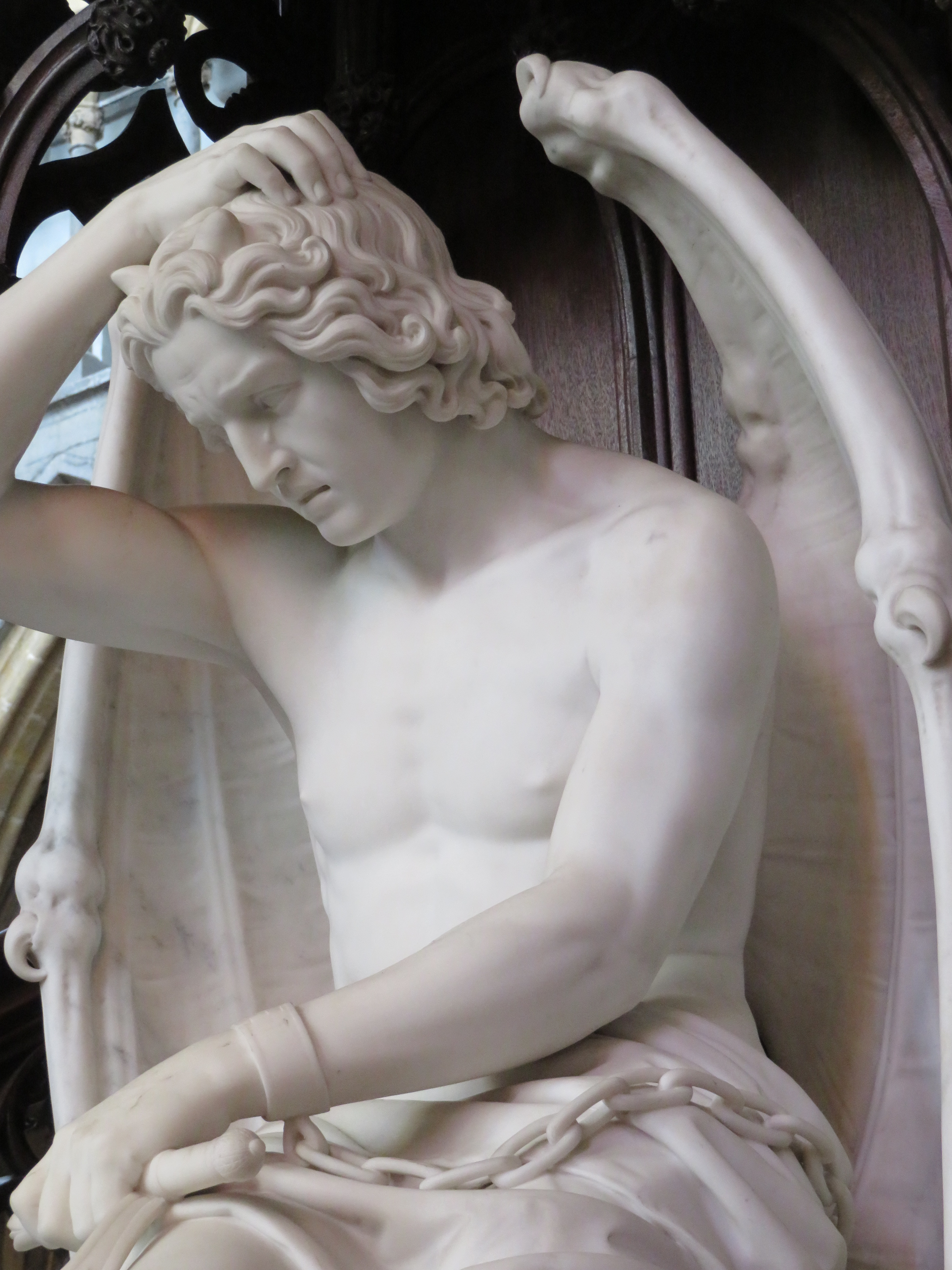
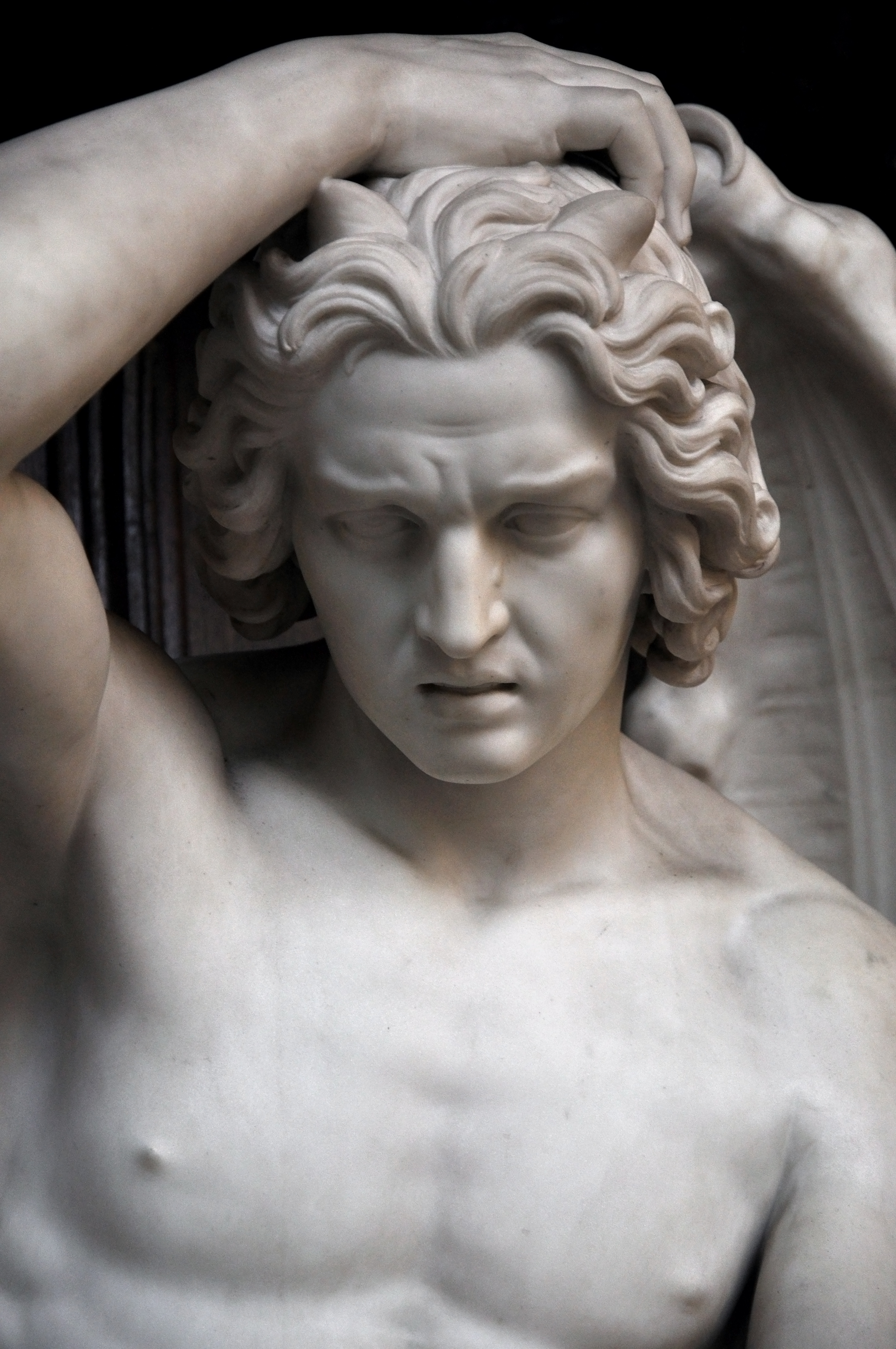
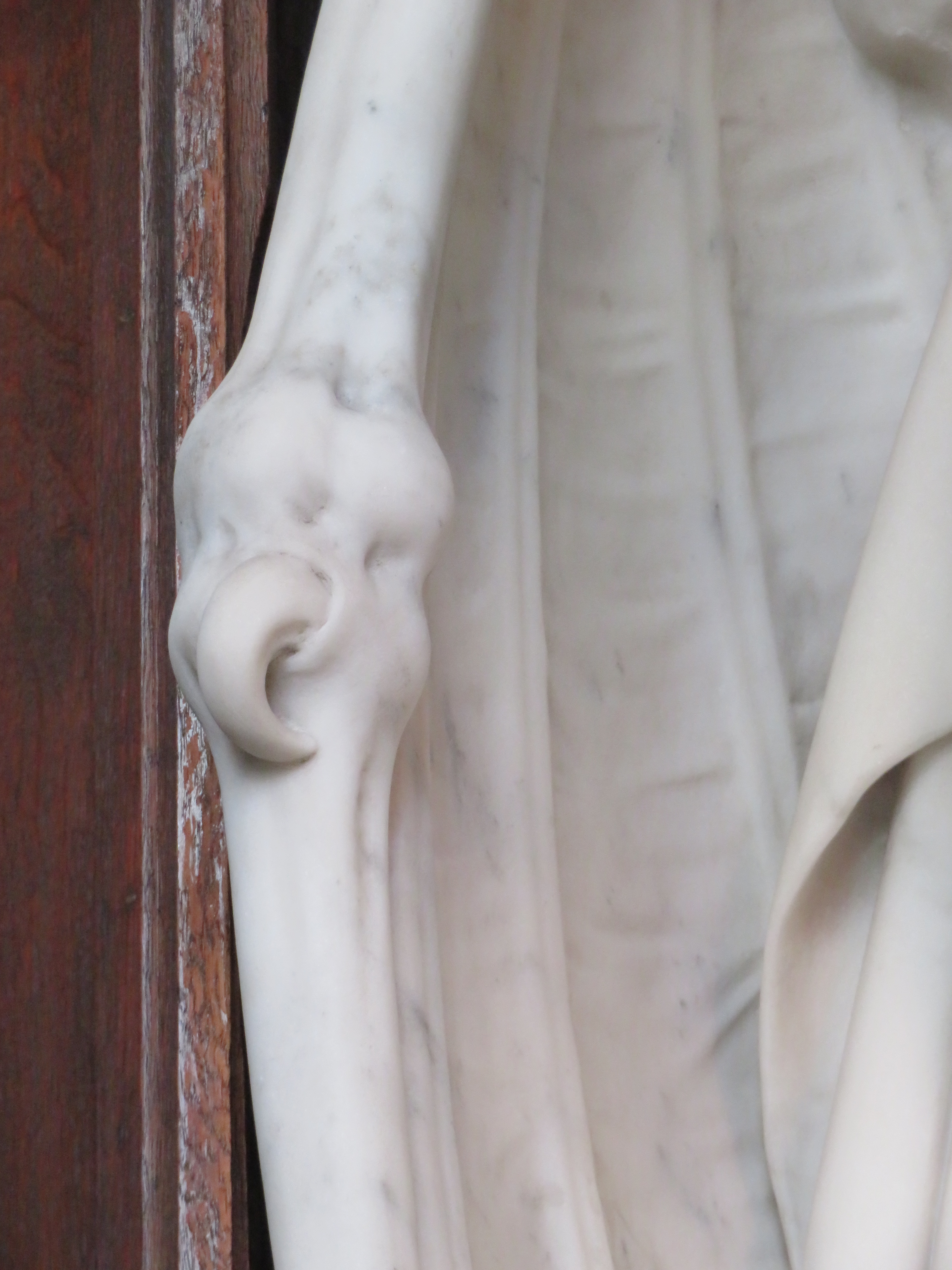
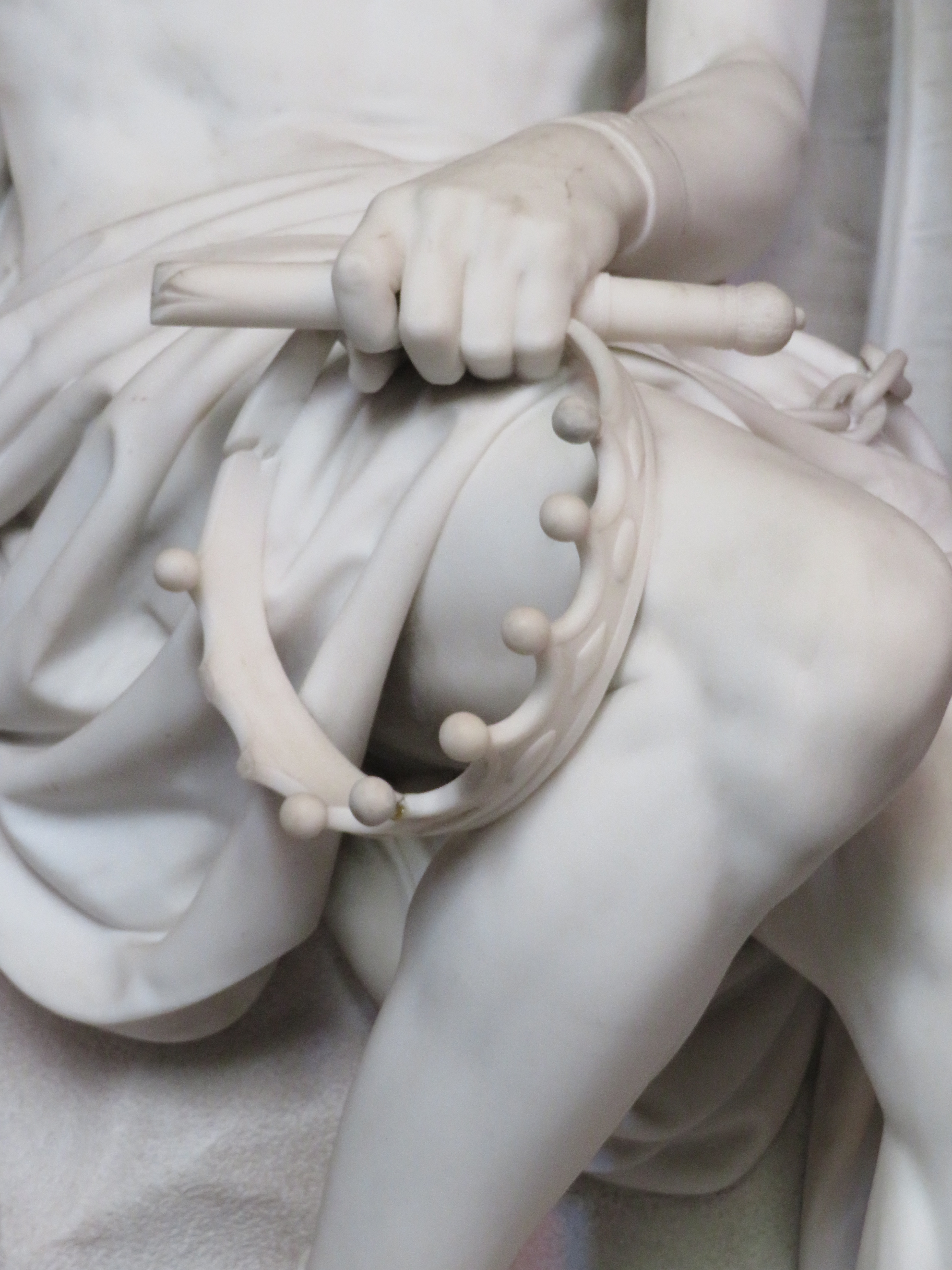
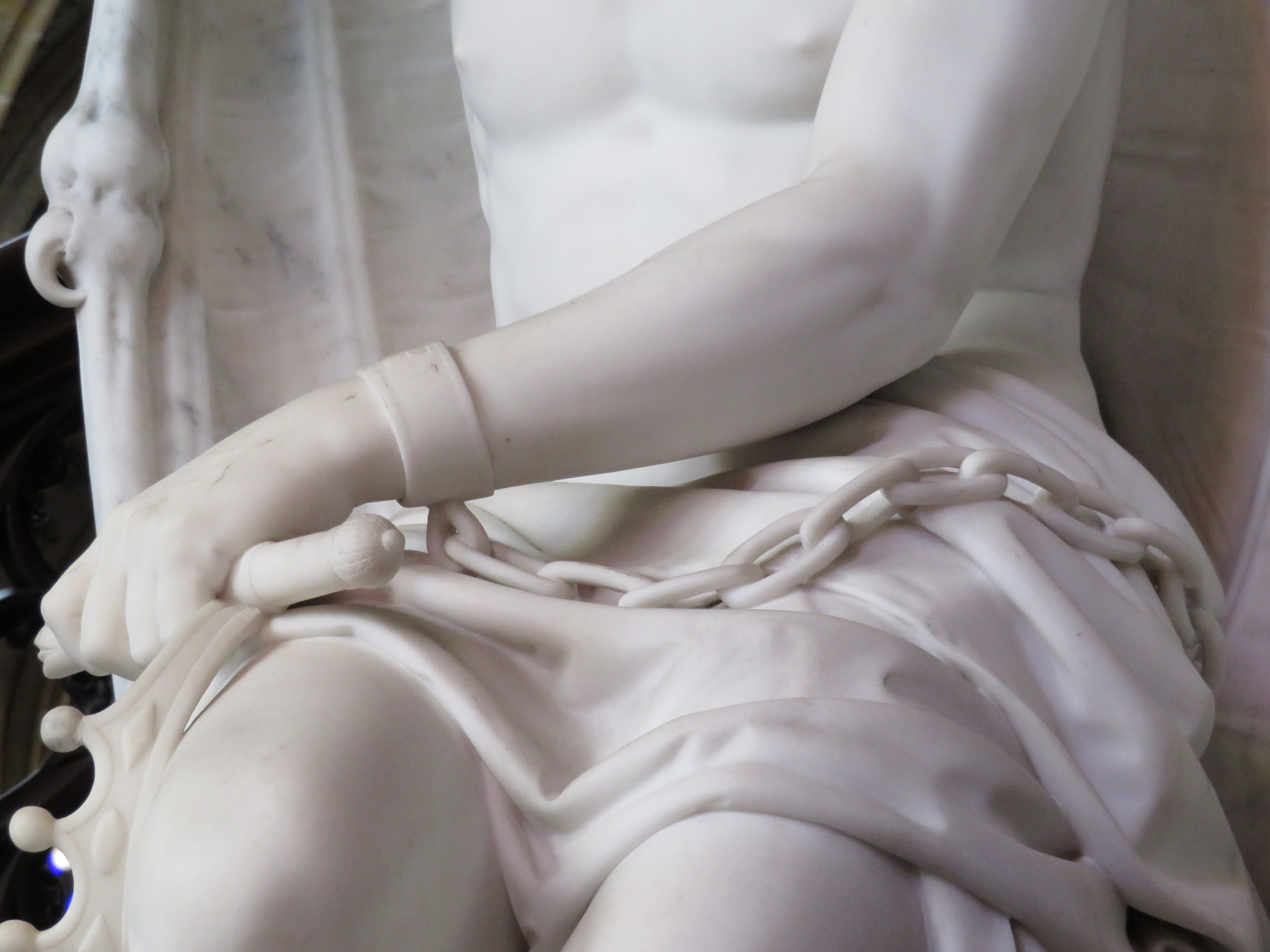
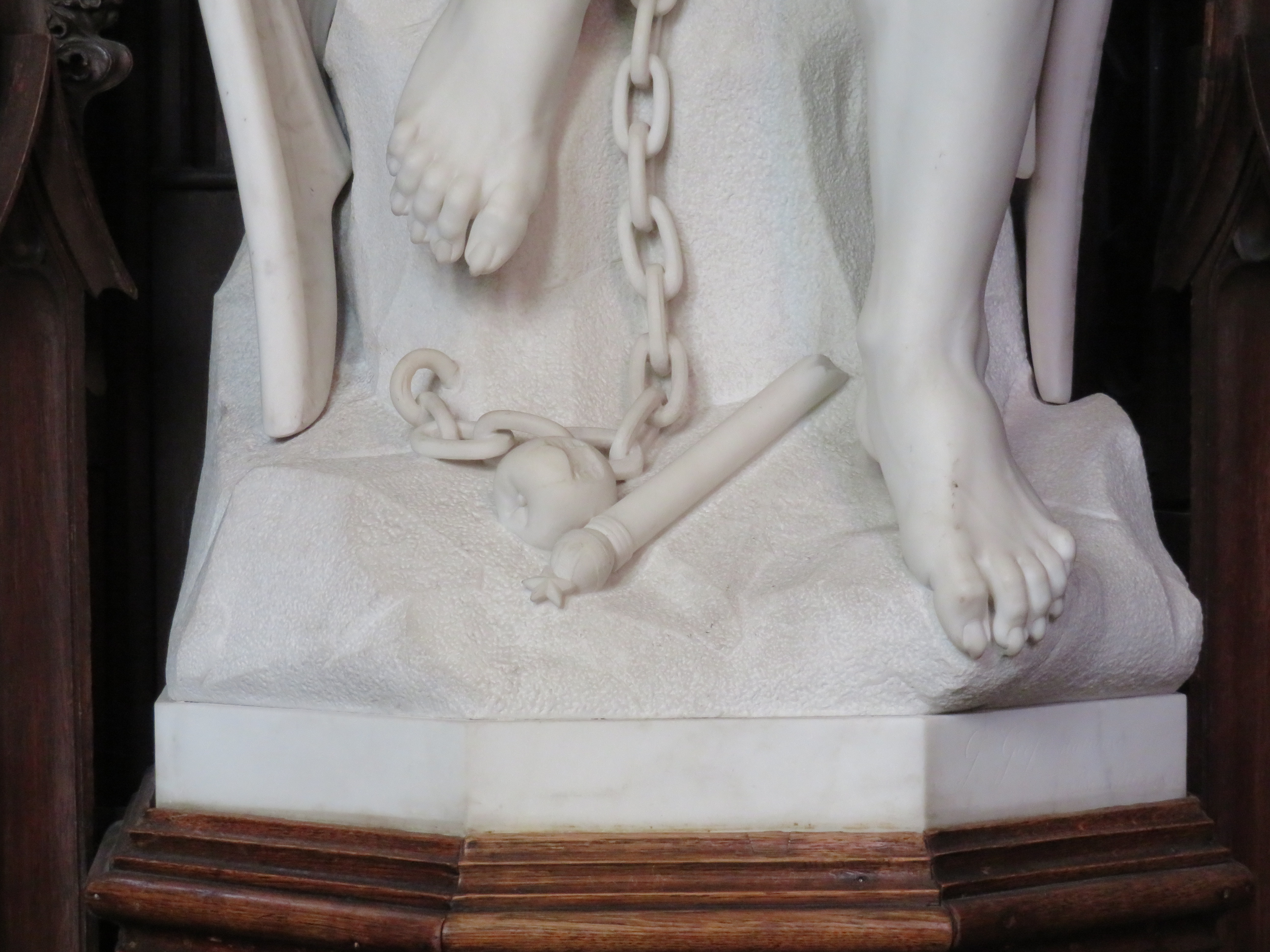

## Вибрана бібліографія
- Soo Yang Geuzaine et Alexia Creusen, "Guillaume Geefs: Le Génie du Mal (1848) à la cathédrale Saint-Paul de Liège, " Vers la modernité. Le XIXe siècle au Pays de Liège, exhibition presented by the University of Liège, 5 October 2001 to 20 January 2002 online catalogue. [Архівовано 28 грудня 2009 у Wayback Machine.]
- Michael Palmer et al., 500 chefs-d'oeuvre de l'art belge du XVe siècle à nos jours (Éditions Racine, n.d.), p. 203 online. [Архівовано 18 квітня 2021 у Wayback Machine.]
- Edmond Marchal, "Étude sur la vie et les œuvres de Joseph-Charles Geefs, " Annuaire de l'Académie Royale des sciences, des lettres et des beaux-arts de Belgique (Brussels, 1888).
- Королівські музеї витончених мистецтв, Le génie du mal by Joseph Geefs, Fabritius online catalogue.